# دوري السوبر الإندونيسي 2007
دوري السوبر الإندونيسي 2007 (بالإندونيسية: Divisi Utama Liga Indonesia 2007)‏ هو الموسم 13 من دوري السوبر الإندونيسي. كان عدد الأندية المشاركة فيه 36، وفاز فيه نادي سريويجايا.